# 4-4-5曆
4–4–5曆是一種管理會計期間的方法。它在一些行業，例如零售、製造和停車行業，是一種常見的日曆結構。
4–4–5曆將一年分成四季，每季13個星期，有兩個4星期的月和一個5星期的月。每季13個星期也可以設置為5-4-4星期或4-5-4星期，但是4-4-5卻是最常見的安排。
當4–4–5曆在使用時，按月或金融分析趨勢比較並無意義，因為其中一個比另外兩個的時間長了25%。然而，依然可以用前一年的相同時段或按星期來做比較。
這種常規曆的主要優點是每個期間的結束始終是星期中的同一天，這對製造和計畫的轉換是有用的，並且每個時期都有相同的長度
一個缺點是4–4–5曆只有364天（7天*52週），所以每5或6年需要有一個53星期的年，這使得年度的比較產生困難。

## 52–53週會計年
52–53週會計年是4-4-5曆的一種變化，它是由希望財政年度的結束總是在同一個週日的公司使用。一星期中的任何一天都可以，但通常是使用星期六或星期日，因為業務最容易停止以進行盤點庫存和其它年度終結的會計活動。有兩種方法在使用中：

### 當月最後的星期六是會計年度的結束
按照這種方法，公司的財政年度結束月份的最後一個星期六（或選擇其它週日）是該公司會計年度結束的那一天。例如，如果財政年度的結束是8月，該公司的會計年度的結束會落在8月25日至31日的任何一天。尤其是，財政年度的最後一個星期是包含8月25日那一天的星期，接下來的財政年度是包含9月1日的那個星期。尤其是，上年度的最後會計週包含 8 月 25 日和次年的第一會計周是包括 9 月 1 日。在這種情況下，會計年度結束的日期會落在下面這些日子：
- 2020 8月 29
- 2021 8月 28
- 2022 8月 27
- 2023 8月 26
- 2024 8月 31
- 2025 8月 30
- 2026 8月 29
- 2027 8月 28
- 2028 8月 26
- 2029 8月 25
- 2030 8月 31
- 2031 8月 30
- 2032 8月 28
- 2033 8月 27
- 2034 8月 26
- 2035 8月 25

會計年度在日曆上每年都會提早一天（遇到閏年會提早兩天），直到它到達這個月結束的7天前（8月24日）或更早的情況。這時，它的結束日期將重置為月底（8月31日）或稍早的日期，會計年度有53週而不是52週。這種有53週的會計年度例子出現在2013、2019和2024年。

### 最接近月底的星期六
按照這種方法，該公司的會計年度定義為最接近財政年度結束月份最後一天的星期六（或其它週日）。例如，如果財政年度是8月結束，該公司的會計年度結束日期會落在8月28日至9月3日之間。尤其是，上年度的最後會計週包含 8 月 28 日和次年的第一會計周是包括 9 月 4 日。在這種情況下，會計年度結束的日期會落在下面這些日子：
- 2020 8月 29
- 2021 8月 28
- 2022 9月 3
- 2023 9月 2
- 2024 8月 31
- 2025 8月 30
- 2026 8月 29
- 2027 8月 28
- 2028 9月 2
- 2029 9月 1
- 2030 8月 31
- 2031 8月 30
- 2032 8月 28
- 2033 9月 3
- 2034 9月 2
- 2035 9月 1

會計年度在日曆上每年都會提早一天（遇到閏年會提早兩天），直到它到達這個月結束的4天前（8月27日）或更早的情況。這時，下個月的第一個星期六（9月3日或更早）將是最接近8月底的星期六。他將重置會計年度有53週而不是52週。這種有53週的會計年度例子出現在2011、2016和2022年。
52–53週法是被允許的一般公認會計原則，在美國由內部收入代碼 1.441-2監管（IRS Publication 538）；也是國際財務報導準則。